# آکیولوس (فیلم)
چشم«آکیولوس» (انگلیسی: Oculus) فیلمی در ژانر ترسناک به نویسندگی و کارگردانی مایک فلنگن است که در سال ۲۰۱۳ منتشر شد و برنده جایزه بهترین فیلم اکران وسیع  و بازیگر مکمل نقش زن جایزه اره برقی فانگوریا شد .

## بازیگران
- برنتون توایتز در نقش تیم
- جیمز لاففرتی
- کارن گیلان در نقش کایلی
- کتی سکف
- میگل ساندووال
- روری کاکرین
- انالیس باسو

## داستان
داستان فیلم در مورد آینه ای است که به آینه لَستِر شهرت پیدا کرده‌است. طبق فیلم این آینه بستر نیروی ماوراءالطبیعه قابل مشاهده است و در طی زمان تمام کسانی که صاحب آینه بوده‌اند به طرز وحشتناکی به قتل می‌رسیدند.
آخرین قربانی این آینه خانواده ای صاحب دو فرزند است. آلن راسل طراح نرم‌افزار به همراه همسرش ماری، پسر ۱۰ ساله شان تیم و دختر ۱۲ ساله شان کایلی به یک خانه جدید نقل مکان می‌کنند. آلن این آینه عتیقه را برای تزئین دفتر کار خود می‌خرد.
پس از ورود آینه آنها ابتدا با اتفاقات عجیب و دلخراش در خانه مواجه می‌شوند. تحت تأثیر نیروی آینه رابطه آلن با ماری سرد می‌شود و ماری مظنون می‌شود که همسرش به او خیانت کرده‌است. و در اثر توهماتی که آینه به آنها القا می‌کند در خانه قتل اتفاق می‌افتد و آلن و راسل هر دو به قتل می‌رسند و پسرشان تیم به ظن مشکل روانی و قتل به بیمارستان روانی منتقل می‌شود.
نقطه شروع داستان فیلم از جایی است که تیم در سن ۲۱ سالگی صلاحیت خارج شدن از بیمارستان روانی خارج می‌شود و دوباره با خواهرش دیدار می‌کند او که در این مدت تحت معالجه روانپزشکان بوده‌است اکنون معتقد است که هیچ حادثه فرا طبیعی در مرگ والدینش وجود نداشته‌است و خاطراتش از آن موقع توهم بوده‌اند در حالی که کایلی بیشتر دوران جوانی خود را صرف تحقیق در مورد این آینه کرده هست و پرونده‌های قتل مرتبط به آن کرده‌است.
کایلی رد آینه را در حراجی‌ها می‌گیرد و موفق می‌شود به مدت یک هفته اجازه نگهداری از آن را بگیرد. کایلی به همراه برادرش سعی دارد که با جمع کردن شواهد ثابت کند این آینه قدرت‌های فراطبیعی دارد و آینه مسئول مرگ پدر و مادرش است. در همین حین تیم و کایلی در خانه شان خاطرات کودکی شان زنده می‌شود و چیزهایی را به یاد می‌آورند.
در هنگام جمع کردن شواهد آنها متوجه می‌شوند که تحت تأثیر نیروی آینه حواسشان دچار اختلال شده‌است و در صحت چیزهایی که می‌بینند و می‌شنوند تردید دارند. کایلی و تیم سعی می‌کنند فریب توهمات آینه را نخورند و آینه را نابود کنند اما با اتفاقات دلخراشی مواجه می‌شوند و …